# Sophia Amalia Marschalk
Sophia Amalia Marschalk var en svensk (oprindeligt dansk) hofdame. Hun var kammerfrøken og yndling hos den svenske dronning Ulrikke Eleonore af Danmark.
Hun blev hoffrøken hos prinsesse Ulrika Eleonora af Danmark i 1678 og fulgte med til dennes bryllup i Sverige i 1680. I Sverige gjorde Marschalk formelt set aldrig tjeneste som hofdame, men hun forblev hos Ulrika Eleonora under hele dennes tid som dronning og gjorde i praksis tjeneste som kammerjomfru (kammerfrøken). Til trods for at hun ikke stod indskrevet som hofdame, bespistes hun ligesom de øvrige hofdamer af hofhusholdningen. Hun var en nær ven og yndling hos Ulrika Eleonora, og sammen med overhofprædikanten Johan Carlberg, Maria Elisabeth Stenbock og Anna Maria Clodt skal hun have tilhørt Ulrikke Eleonores nærmeste omgangskreds.
Det var Marschalck, der havde til opgave at administrere Ulrika Eleonoras omfattende velgørenhedsprojekter som sekretær. Marschalk var en betydningsfuld person ved hoffet på grund af sin nærhed til Ulrika Eleonora og sin mulighed for at skaffe andre foretræde hos hende. Af samme grund var der så mange, der ønskede at opsøge Marschalck, at hun på et tidspunkt fik ry for at være endnu vanskeligere at få fat i end Ulrika Eleonora selv. Et eksempel på dette var Catharina Wallenstedt, som i 1685 nævnte, at hun havde vanskeligt ved at få adgang til dronningen; da Marschalk et år senere endelig besøgte hende, beskriver hun sig selv, som om hun var lige så tilfreds, som hvis dronningen selv var kommet, og mente, at mange ville misunde hende dette. Marschalck fik et godt omdømme i den svenske samtid og berømmedes for sin konversationsevne.
Efter Ulrika Eleonoras død 1693 forlod Marschalck Sverige og bosatte sig i Tyskland, hvor hun blev abbedisse i et evangelisk kloster. Efter en tid forlod hun dog klostret og overgik i Pfalz til katolicismen. Hun døde i Paris.